# Svenska ättartal
Svenska ättartal är ett genealogiskt uppslagsverk utgivet i 14 årgångar av Victor Örnberg åren 1885–1908. De första fem årgångarna hade titel Svensk slägtkalender.  Avsikten var att presentera översikter över personbeståndet i bekanta, icke-adliga svenska släkter, ofta från Stockholm. Verket är grundläggande för svensk borgerlig genealogi. Landsarkivet i Göteborg utgav 1939 genom landsarkivarien Gustaf Clemensson ett omfattande personregister till hela verket, omfattande omkring 63 500 namn. Detta utgavs i ny upplaga av Genealogiska föreningen 1976.
Örnbergs ättartal efterträddes av den av Gustaf Elgenstierna startade ännu utkommande och efter modernare principer uppställda serien Svenska släktkalendern, och räknas av praktiska skäl numera in i denna serie av dess utgivare.